# Rachel Honderich
Rachel Honderich (Toronto, 21 de abril de 1996) es una deportista canadiense que compitió en bádminton, en las modalidades individual y dobles. Ganó cuatro medallas en los Juegos Panamericanos, en los años 2015 y 2019.

## Palmarés internacional
| Juegos Panamericanos | Juegos Panamericanos | Juegos Panamericanos | Juegos Panamericanos |
| Año                  | Lugar                | Medalla              | Prueba               |
| -------------------- | -------------------- | -------------------- | -------------------- |
| 2015                 | Toronto (Canadá)     | Medalla de plata     | Individual           |
| 2015                 | Toronto (Canadá)     | Medalla de bronce    | Dobles               |
| 2019                 | Lima (Perú)          | Medalla de oro       | Dobles               |
| 2019                 | Lima (Perú)          | Medalla de plata     | Individual           |